# Pitres
Pitres es una localidad española perteneciente al municipio de La Taha, en la provincia de Granada, comunidad autónoma de Andalucía. Está situada en la parte central de la comarca de  La Alpujarra. Cerca de esta localidad se encuentran los núcleos de Capilerilla, Pórtugos, Mecina, Fondales, Mecinilla y Atalbéitar.
La población está ubicada a escasos kilómetros del los parques Natural y Nacional de Sierra Nevada.

## Historia
Pitres fue un municipio independiente hasta 1975, cuando se fusionó junto con Mecina Fondales y Ferreirola en un solo municipio llamado La Taha; desde entonces ostenta la capitalidad municipal y es la sede del ayuntamiento.

## Demografía
| Gráfica de evolución demográfica de Pitres entre 1842 y 1970 |
| |
| Población de derecho según los censos de población del INE Población de hecho según los censos de población del INEEntre el censo de 1981 y el anterior, este municipio desaparece porque se agrupa en el municipio La Taha |

Según el Instituto Nacional de Estadística de España, en el año 2018 Pitres contaba con 419 habitantes censados.

## Cultura

### Fiestas
Sus fiestas populares se celebran cada año en la segunda quincena de agosto en honor al patrón de la localidad, San Roque de Montpellier. También cabe destacar la fiesta del Cristo de la Expiración, que se celebra dos viernes antes al Viernes Santo.